# Gomphillaceae
Gomphillaceae es una familia de hongos liquenizados en el orden Graphidales. Las especies en esta familia por lo general habitan en regiones tropicales.

## Géneros
Según el  2007 Outline of Ascomycota, los siguientes géneros están contenidos en Gomphillaceae. Aquellos precedidos por un signo de pregunta poseen una ubicación incierta.
- Actinoplaca
- Aderkomyces
- Aplanocalenia
- Arthotheliopsis
- Asterothyrium
- Aulaxina
- Calenia
- Caleniopsis
- Diploschistella
- Echinoplaca
- Ferraroa
- Gomphillus
- Gyalectidium
- Gyalidea
- Gyalideopsis
- Hippocrepidea
- Jamesiella
- Lithogyalideopsis
- Paratricharia
- Phyllogyalidea
- ?Psorotheciopsis
- Rolueckia
- Rubrotricha
- ?Sagiolechia
- Tricharia